# جوناثان سوزا موتا
جوناثان سوزا موتا (بالإسبانية: Jonathan Souza)‏ هو لاعب كرة قدم أوروغواياني في مركز الدفاع، ولد في 7 مارس 1989 في سالتو في الأوروغواي. لعب مع ديبورتيفو بيتابا ورامبلا جونيورز ونادي ليفربول.

## وصلات خارجية
- جوناثان سوزا موتا على موقع قاعدة بيانات كرة القدم.إي يو (الإنجليزية)
- جوناثان سوزا موتا على موقع Soccerway.com (الإنجليزية)